# TDnet
TDnet(ティー・ディー・ネット)とは、東京証券取引所の運営する適時開示情報伝達システム(Timely Disclosure network(タイムリー・ディスクロージャー・ネットワーク))のこと。

## 概要
TDnetは、会社情報の広範かつ迅速な伝達を目的として構築され、平成10年4月から稼働している。上場会社が適時開示ルールに則り、会社情報の開示を行うために使用する。
上場会社は、自社で公開する資料をTDnetへ登録し、証券取引所の担当への説明を経た後、当該資料がWEBサイト上に公開される。公開された資料はPDFファイルとなっており、開示日を含め約1ヶ月分の情報が適時開示情報閲覧サービスで閲覧可能。上場会社検索で上場会社ごとの開示情報を決算関係については過去5年分、決定事実・発生事実については1年分程度閲覧することも可能。また、過去5年分のデータについては、TDnetデータベースサービスを利用することで閲覧が可能となっている。

## 沿革
- 1998年（平成10年）4月 - 稼動開始
- 2005年（平成17年）12月 - 大阪証券取引所も合流
- 2008年（平成20年）4月 - 新システム稼動に伴いXBRLによる財務情報の提供開始

## 運営主体
東京証券取引所

## 金融商品取引法における意義
TDnetにおける開示は、金融商品取引法第166条等における、いわゆる「インサイダー取引規制上の『公表』」行為とされていることから、TDnetによる開示はインサイダー取引リスクの解除効果があるといえる。

## 掲載情報

### 閲覧可能な情報
各証券取引所（東証、大証、名証、福証、札証の上場会社と、日本証券業協会が指定するグリーンシート銘柄（フェニックス銘柄含む）の会社が開示した重要な会社情報を掲載している。

### ファイル形式
- 開示情報データは、基本的にPDFファイルとなっている。
- 決算短信等の決算情報は、XBRLのダウンロードが可能。
- また、HTMLでも表示される。

### 閲覧端末仕様
- OS：Windows XP または Windows Vista
- ブラウザ：インターネット・エクスプローラ 6.0（SP2以降適用）または 7.0
- PDF閲覧：Adobe Reader 9.0
- その他：SSL2およびJavaScriptが有効であること

### 資料提出の変遷
1. 当初は、開示資料を証券取引所へ持ち込み読み込んだものが開示された。
2. 続いて、フロッピーディスクを提出しPDFファイルが開示された。
3. その後、オンライン登録システムが稼動したことにより、上場会社から登録されたファイルが開示された。
4. 現在、決算短信・業績予想の修正等の一部の資料については、オンラインシステムで直接入力することでXBRLファイルが登録され、PDFファイルも生成することが可能となっている。